# Parafia św. Jakuba w Dąbrówce Królewskiej
Parafia św. Jakuba w Dąbrówce Królewskiej – parafia rzymskokatolicka w diecezji toruńskiej, w dekanacie Łasin, z siedzibą w Dąbrówce Królewskiej.

## Proboszczowie
- ks. Alojzy Ptach
- ks. kanonik Edmund Tucholski (do 2002)
- ks. Kazimierz Wiśniewski (do 2019)
- ks. Jacek Wróblewski (do 2022)
- ks. Adam Buraczyński CRS (administrator)
- ks. Damian Wacławski (od 2023)

## Zasięg parafii
Do parafii należą wierni z miejscowości: Dąbrówka Królewska PGR, Grabowiec, Kłódka, Orle, Piotrowo, Salno.